# Spiesia szovitzii
Spiesia szovitzii là một loài thực vật có hoa trong họ Đậu. Loài này được (Boiss. & Buhse) Kuntze miêu tả khoa học đầu tiên năm 1891.